# بنای شماره ۱۰ (بنای مهمانسرا)
بنای شماره ۱۰ (بنای مهمانسرا) مربوط به دوره قاجار است و در شهرستان آستانه اشرفیه، بخش کیاشهر، شهر کیاشهر، بندر کیاشهر، خیابان امام خمینی واقع شده و این اثر در تاریخ ۲۶ دی ۱۳۸۶ با شمارهٔ ثبت ۲۰۵۹۶ به‌عنوان یکی از آثار ملی ایران به ثبت رسیده است.